# Viola alexandrowiana
Viola alexandrowiana (W.Becker) Juz. – gatunek roślin z rodziny fiołkowatych (Violaceae). Występuje naturalnie w Rosji (w obwodzie irkuckim i Buriacji) oraz Mongolii. 

## Morfologia
PokrójBylina dorastająca do 5 cm wysokości, tworząca kłącza.
LiścieBlaszka liściowa ma kształt od podługowatego do podługowato-owalnego. Mierzy 2,5–4 cm długości oraz 1–2,5 cm szerokości, jest karobwana lub ząbkowana na brzegu, ma stłumioną lub niemal sercowatą nasadę i tępy wierzchołek. Przylistki są lancetowate. Ogonek liściowy jest nagi.
KwiatyPojedyncze, wyrastające z kątów pędów. Mają działki kielicha o lancetowatym kształcie. Płatki są podługowato odwrotnie jajowate, mają barwę od purpurowej do białawej, płatek przedni jest z żółtymi żyłkami, wyposażony w obłą ostrogę o długości 3-4 mm.
OwoceTorebki mierzące 10 mm długości, o podługowatym kształcie.

## Biologia i ekologia
Rośnie na brzegach cieków wodnych i terenach skalistych. 